# Condado de Essex (Vermont)
El condado de Essex (en inglés: Essex County), fundado en 1792, es uno de los catorce condados del estado estadounidense de Vermont. En el 2010 el condado tenía una población de 6306 habitantes en una densidad poblacional de 3,66 hab/km². La sede del condado es Guildhall.

## Geografía
Según la Oficina del Censo, el condado tiene un área total de 1746 km² (674,1 mi²), de la cual 1722 km² (664,9 mi²) es tierra y 23 km² (8,9 mi²) (1.27%) es agua.

### Condados adyacentes
- Condado de Coos - este
- Condado de Grafton - sur
- Condado de Caledonia - suroeste
- Condado de Orleans - oeste
- Municipio regional de condado de Coaticook en la región de Estrie (Quebec) - norte

## Demografía
En el 2000 la renta per cápita promedia del condado era de $30,490, y el ingreso promedio para una familia era de $34,984. En 2000 los hombres tenían un ingreso per cápita de $27,929 versus $20,583 para las mujeres. El ingreso per cápita para el condado era de $14,388. Alrededor del 13.70% de la población estaba bajo el umbral de pobreza nacional.

## Localidades

### Pueblos
Averill |
Bloomfield |
Brighton |
Brunswick |
Canaan |
Concord |
East Haven |
Ferdinand |
Granby |
Guildhall |
Lemington |
Lewis |
Lunenburg |
Maidstone |
Norton |
Victory 

### Lugar designado por el censo
Canaan |
Concord |
Island Pond |
Beecher Falls

### Gores
Avery's |
Warner's |
Warren's 